# Żegluga morska

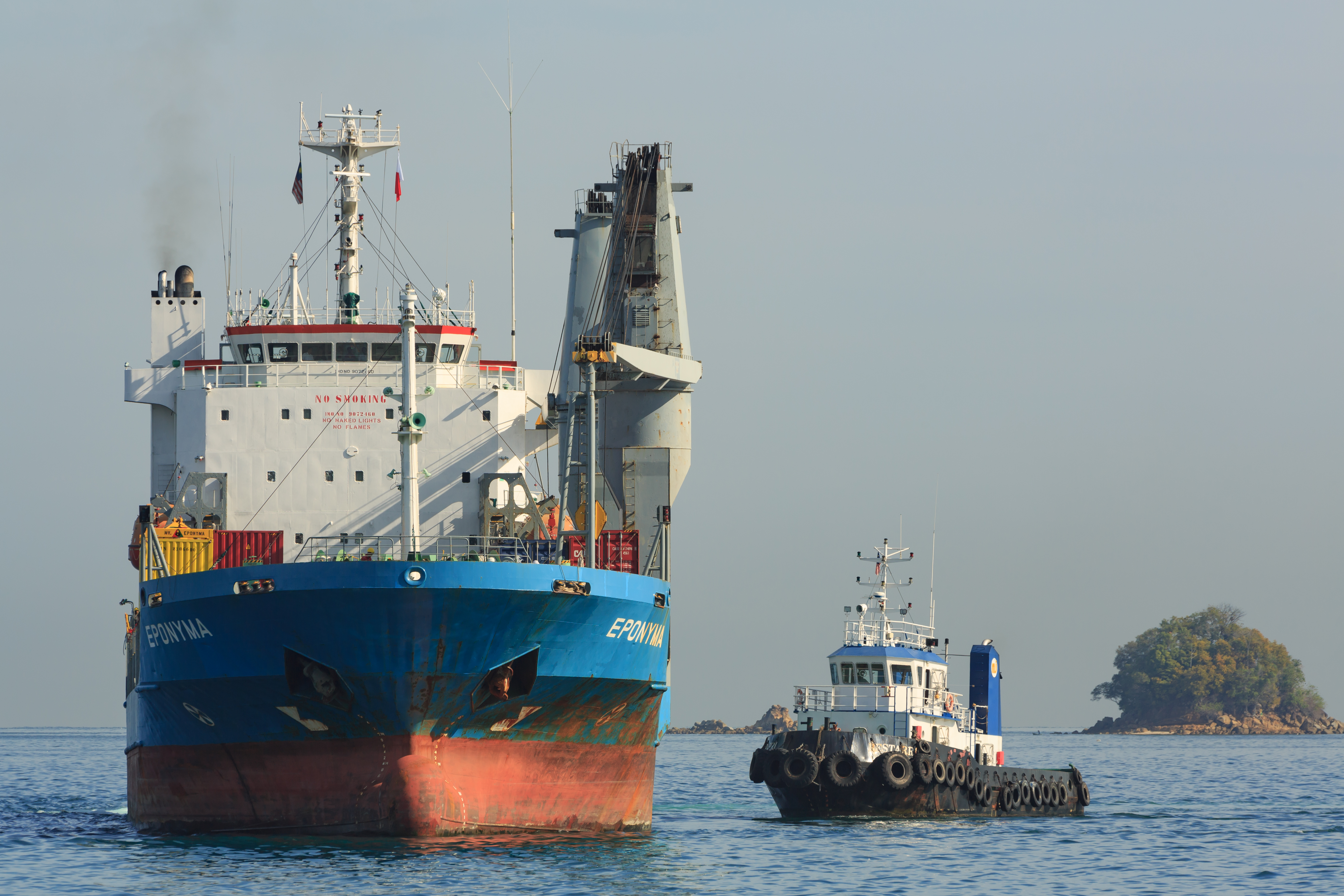
Statek towarowy PONYMA w zatoce Likas w Malezji

Żegluga morska – transport towarów i ludzi za pomocą statków po morzach i oceanach. Może obejmować transport krajowy, przybrzeżny i międzynarodowy, w zależności od charakterystyki przewozów.
Jest to jeden z najstarszych i najważniejszych rodzajów transportu na świecie, umożliwiający wymianę handlową i komunikację pomiędzy krajami i kontynentami. Żegluga morska obejmuje zarówno transport pasażerski, jak i towarowy, w tym przewóz surowców, produktów rolnych, paliw, a także statki handlowe. Transport realizowany jest różnymi typami statków, dobranymi do rodzaju ładunku. Wśród nich wyróżnić można kontenerowce, masowce, drobnicowce, tankowce i gazowce, z których każdy jest przystosowany do określonego typu towaru. 
Główne porty morskie znajdują się w Rotterdamie, Singapurze oraz w  Los Angeles i są centralnymi punktami tej działalności.
Żegluga morska jest najbardziej opłacalnym rozwiązaniem transportowym. Dzięki dużej ładowności statków, można przewozić ogromne ilości ładunków, nawet na dużych dystansach między odległymi portami. Szacuje się, że w ten sposób transportuje się około 80 procent towarów i 60 procent światowego wydobycia ropy naftowej. Największymi atutami tego typu transportu są niski koszt, dostęp do globalnych centrów gospodarczych, elastyczność w zakresie przewożonych towarów i obszaru żeglugi. Wadami są długi czas realizacji zleceń oraz konieczność odebrania towaru z miejsca przeładunku lub skorzystanie z usług multimodalnych.